# The One and Only
The One and Only es un álbum del cantante Waylon Jennings lanzado en 1967 bajo el sello disquero RCA Victor.
Del CD destaca la canción "Dream Baby" que fue previamente un éxito de Roy Orbison, también el grupo The Rolling Stones había grabado la canción "It's All Over Now" previamente y la canción "John's Back in Town" es una cómica respuesta a la canción del cantante Johnny Cash llamada "The Singing Star's Queen" del álbum Everybody Loves a Nut de 1966.
The One and Only fue reeditado en 1976 por Pickwick pero titulado The Dark Side of Fame pero sin la canción "It's All Over Now".

## Canciones
1. Yes, Virginia – 2:34
(Liz Anderson)
2. Dream Baby – 2:29
(Cindy Walker)
3. You Beat All I Ever Saw – 2:21
(Johnny Cash)
4. She Loves Me (She Don't Love You) – 2:22
(Nickey Jaco)
5. It's All Over Now – 2:16
(Bobby Womack y Shirley Jean Womack)
6. Born to Love You – 2:34
(Woody Starr)
7. Down Came the World – 2:19
(Bozo Darnell y Jennings)
8. The Dark Side of Fame – 2:35
(Ted Harris)
9. John's Back in Town – 2:03
(Jennings y Bill Mack)
10. Listen, They're Playing My Song – 2:50
(Charlie Williams y Glen Garrison)